# Stramonita haemastoma
Stramonita haemastoma är en snäckart som först beskrevs av Carl von Linné 1758.  Stramonita haemastoma ingår i släktet Stramonita och familjen purpursnäckor.

## Underarter
Arten delas in i följande underarter:
- S. h. canaliculata
- S. h. floridana
- S. h. haemastoma